# Хнумхотеп і Ніанххнум

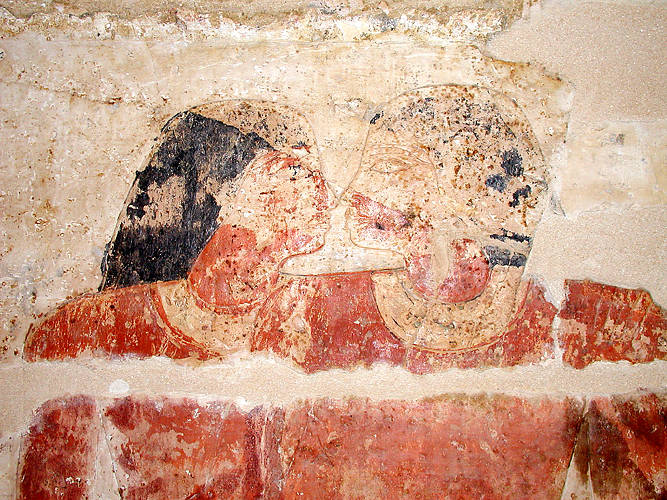
Хнумхотеп і Ніанххнум

Хнумхотеп і Ніанххнум — давньоєгипетські високопоставлені придворні вельможі. Обидва носили звання доглядачів царського манікюру, були довіреними особами фараона та пророками Ра в Сонячному храмі Ніусерра.

## Історія
Жили в епоху V династії (2450-2410 до н. е.), e роки правління фараонів Ніусерра або Менкаухора. Деякими дослідниками Хнумхотеп і Ніанххнум вважаються гомосексуальною парою (найдавнішою з відомих нам в історії).
В наші дні Хнумхотеп і Ніанххнум відомі майже виключно завдяки виявленій їх спільній гробниці, на стінах якої вони зображені в інтимних обіймах.
І Хнумхотеп, і Ніанххнум були одружені (зображення дружин і дітей в їхньому гробі не надписані іменами, тобто умовні), однак неодноразово зображуються в інтимних обіймах. Дослідники дають цьому різні пояснення. Деякі вважають їх парою близнюків або навіть сіамськими близнюками. Інші дослідники вважають їх гомосексуальною парою. У будь-якому випадку, не викликає сумнівів, що таке їхнє зображення передбачає найвищий ступінь близькості й інтимної прихильності. Дотик кінчиками носів був у Давньому Єгипті еквівалентом поцілунку. І тим не менше, питання про інтерпретацію зображень Хнумхотепа і Ніанххнума залишається відкритим і понині.

## Імена
| W9 | R4 | X1 | * | Q3 |

| W9 | R4 | X1 | * | Q3 |

| W9 | N35 | S34 |

| W9 | N35 | S34 |

Крім основного значення імена Ніанххнума і Хнумхотепа можуть тлумачитися і більш розлого — відповідно як «зв'язок в житті» та «зв'язок в блаженному світі мертвих». Таким чином, відразу обидва імені можна перевести як «разом в житті та в смерті».